# Five Nations 1987
Die Ausgabe 1987 des jährlich ausgetragenen Rugby-Union-Turniers Five Nations (seit 2000 Six Nations) fand an fünf Spieltagen zwischen dem 7. Februar und dem 4. April statt. Turniersieger wurde Frankreich, das mit Siegen gegen alle Mannschaften zum vierten Mal den Grand Slam schaffte.

## Teilnehmer
| Land       | Stadion             | Stadt     | Trainer         | Kapitän                      |
| ---------- | ------------------- | --------- | --------------- | ---------------------------- |
| England    | Twickenham Stadium  | London    | Martin Green    | Richard Hill / Mike Harrison |
| Frankreich | Parc des Princes    | Paris     | Jacques Fouroux | Daniel Dubroca               |
| Irland     | Lansdowne Road      | Dublin    | Mick Doyle      | Donal Lenihan                |
| Schottland | Murrayfield Stadium | Edinburgh | Derrick Grant   | Colin Deans                  |
| Wales      | Cardiff Arms Park   | Cardiff   | Tony Gray       | David Pickering              |

## Tabelle
|    | Land       | Spiele | Siege | Unent. | Ndlg. | Spiel- punkte | Diff. | Tabellen- punkte |
| -- | ---------- | ------ | ----- | ------ | ----- | ------------- | ----- | ---------------- |
| 1. | Frankreich | 4      | 4     | 0      | 0     | 82:59         | + 23  | 8                |
| 2. | Irland     | 4      | 2     | 0      | 2     | 57:46         | + 11  | 4                |
| 2. | Schottland | 4      | 2     | 0      | 2     | 71:76         | − 5   | 4                |
| 4. | Wales      | 4      | 1     | 0      | 3     | 54:64         | − 10  | 2                |
| 4. | England    | 4      | 1     | 0      | 3     | 48:67         | − 19  | 2                |

## Ergebnisse

### Erste Runde
| 7. Februar 1987 | Frankreich                                                         | 16 : 9        | Wales                     | Parc des Princes, Paris Schiedsrichter: Colin High (England) |
| 7. Februar 1987 | Versuche: Bonneval Mesnel Erhöhungen: Bérot Straftritte: Bérot (2) | (3:9) Bericht | Straftritte: Thorburn (3) | Parc des Princes, Paris Schiedsrichter: Colin High (England) |

| 7. Februar 1987 | Irland                                                                      | 17 : 0        | England | Lansdowne Road, Dublin Schiedsrichter: René Hourquet (Frankreich) |
| 7. Februar 1987 | Versuche: Crossan Kiernan Matthews Erhöhungen: Kiernan Straftritte: Kiernan | (9:0) Bericht |         | Lansdowne Road, Dublin Schiedsrichter: René Hourquet (Frankreich) |

### Zweite Runde
| 21. Februar 1987 | England                                 | 15 : 19        | Frankreich                                                                             | Twickenham Stadium, London Schiedsrichter: Jim Fleming (Schottland) |
| 21. Februar 1987 | Straftritte: Rose (4) Dropgoals: Andrew | (12:3) Bericht | Versuche: Bonneval Sella Erhöhungen: Bérot Straftritte: Bérot Dropgoals: Blanco Mesnel | Twickenham Stadium, London Schiedsrichter: Jim Fleming (Schottland) |

| 21. Februar 1987 | Schottland                                                                 | 16 : 12        | Irland                                                                        | Murrayfield Stadium, Edinburgh Schiedsrichter: Roger Quittenton (England) |
| 21. Februar 1987 | Versuche: Laidlaw Tukalo Erhöhungen: G. Hastings Dropgoals: Rutherford (2) | (10:9) Bericht | Versuche: Lenihan Erhöhungen: Kiernan Straftritte: Kiernan Dropgoals: Kiernan | Murrayfield Stadium, Edinburgh Schiedsrichter: Roger Quittenton (England) |

### Dritte Runde
| 7. März 1987 | Frankreich                                                            | 28 : 22        | Schottland                                                                         | Parc des Princes, Paris Schiedsrichter: Keith Lawrence (Neuseeland) |
| 7. März 1987 | Versuche: Bérot Bonneval (3) Straftritte: Bérot (3) Dropgoals: Mesnel | (18:7) Bericht | Versuche: Beattie S. Hastings Erhöhungen: G. Hastings Straftritte: G. Hastings (4) | Parc des Princes, Paris Schiedsrichter: Keith Lawrence (Neuseeland) |

| 7. März 1987 | Wales                                  | 19 : 12        | England               | Cardiff Arms Park, Cardiff Schiedsrichter: Ray Megson (Schottland) |
| 7. März 1987 | Versuche: Evans Straftritte: Wyatt (5) | (12:9) Bericht | Straftritte: Rose (4) | Cardiff Arms Park, Cardiff Schiedsrichter: Ray Megson (Schottland) |

### Vierte Runde
| 21. März 1987 | Irland                                                              | 13 : 19        | Frankreich                                                   | Lansdowne Road, Dublin Schiedsrichter: Clive Norling (Wales) |
| 21. März 1987 | Versuche: Bradley Ringland Erhöhungen: Kiernan Straftritte: Kiernan | (10:3) Bericht | Versuche: Champ (2) Erhöhungen: Bérot Straftritte: Bérot (3) | Lansdowne Road, Dublin Schiedsrichter: Clive Norling (Wales) |

| 21. März 1987 | Schottland                                                                                            | 21 : 15        | Wales                                                                      | Murrayfield Stadium, Edinburgh Schiedsrichter: Keith Lawrence (Neuseeland) |
| 21. März 1987 | Versuche: Beattie Jeffrey Erhöhungen: G. Hastings (2) Straftritte: Hastings (2) Dropgoals: Rutherford | (12:3) Bericht | Versuche: Jones Erhöhungen: Wyatt Straftritte: Wyatt (2) Dropgoals: Davies | Murrayfield Stadium, Edinburgh Schiedsrichter: Keith Lawrence (Neuseeland) |

### Fünfte Runde
| 4. April 1987 | Wales                                      | 11 : 15       | Irland                                                             | Cardiff Arms Park, Cardiff Schiedsrichter: Guy Maurette (Frankreich) |
| 4. April 1987 | Versuche: Evans Norster Straftritte: Wyatt | (8:6) Bericht | Versuche: Dean Mullin Erhöhungen: Kiernan (2) Straftritte: Kiernan | Cardiff Arms Park, Cardiff Schiedsrichter: Guy Maurette (Frankreich) |

| 4. April 1987 | England                                                            | 21 : 12        | Schottland                                                               | Twickenham Stadium, London Schiedsrichter: Owen Doyle (Irland) |
| 4. April 1987 | Versuche: Harrison Rose Erhöhungen: Rose (2) Straftritte: Rose (3) | (12:3) Bericht | Versuche: Robertson Erhöhungen: G. Hastings Straftritte: G. Hastings (2) | Twickenham Stadium, London Schiedsrichter: Owen Doyle (Irland) |